# استان مویان-اوگوئه
استان مویان-اوگوئه (به لاتین: Moyen-Ogooué Province) یک منطقهٔ مسکونی در گابن است که در گابن واقع شده‌است. استان مویان-اوگوئه ۱۸٬۵۳۵ کیلومتر مربع مساحت و ۶۹٬۲۸۷ نفر جمعیت دارد.